# チーチェニツェ - ティーン・ナド・ヴルタヴォウ線
チーチェニツェ - ティーン・ナド・ヴルタヴォウ線（チェコ語: Železniční trať Číčenice – Týn nad Vltavou）は、チェコ国鉄の鉄道線の名称である。路線番号は193。臨時列車のみが運行する他、テメリーン原発への引き込み線が途中分岐し、かつてはこちらにも列車が乗り入れることもあった。
1895年にネトリツェ - ヂーヴチツェ間が、1898年にチーチェニツェ - ティーン間が、帝立王立国有鉄道によって開業した。2019-21年に、KPTレール社により運行されていた。

## 運行形態
以下の運行形態は、2021年以前のものである。2022年度は運行を予定していない。

### 快速「スピェシニー(Sp)」
- クルムロフ → チーチェニツェ → ティーン　【1月1日のみ運行】
年に片道1本のみの運行。チーチェニツェ以南は190号線から直通する。ヂーヴチツェを通過し、途中チーチェニツェとテメリーンのみに停車する。2021年運行。

- プロチヴィーン - テメリーン - ティーン　【1月1日のみ運行】
年に1往復のみの運行。チーチェニツェを通過し、190号線に直通する。プロチヴィーン停留所 - ティーン間で、テメリーンのみに停車する。2021年運行。

- ネトリツェ - ティーン　【夏季、2週間に1日の運行】
夏季の土曜日、2週間間隔で運行する。運行日は、一日2往復が運行する。
過去の運行形態
2019年は、3週間間隔での運行で、普通列車として運行していた。ザーブラチーチコにも停車していた[1]。
2020年より、ザーブラチーチコ通過となった。
2021年は、停車駅そのままで快速に格上げされ、2週間間隔で運行する予定。

- ブヂェヨヴィツェ - ヂーヴチツェ - ティーン　【夏季、2週間に1日の運行】
夏季の土曜日、2週間間隔で運行する。運行日は、一日2往復が運行する。ヂーヴチツェ以東は190号線に直通する。
過去の運行形態
2019年は、3週間間隔での運行で、普通列車として運行していた。ザーブラチーチコにも停車していた[1]。
2020年より、ザーブラチーチコ通過となった。
2021年は、停車駅そのままで快速に格上げされ、2週間間隔で運行する予定。

### 普通
- (プロチヴィーン - ) チーチェニツェ - ティーン　【夏季の土曜・休日運行】
夏季のみ、土曜日に一日1往復、休日に一日3往復が運行する。日曜日のみ、隔週で一日1往復がチーチェニツェ以西は190号線のプロチヴィーンまで直通する。
2019年は、土曜日のみの運行であった[1]。

- テメリーン - ティーン　【秋季、年1日のみ運行】
年1日に限り、一日2往復のみの運行。途中、ボフニツェを通過する。2021年運行。

- 過去の運行列車
  - プロチヴィーン→チーチェニツェ→クルジチェノフ→チーチェニツェ
蒸気機関車。2018年以前、夏に年1日のみ運行していた。
  - チーチェニツェ → ネトリツェ
蒸気機関車。2018年以前、夏に年1日のみ運行していた。
  - ネトリツェ → ヂーヴチツェ → ブヂェヨヴィツェ間
蒸気機関車。2018年以前、夏に年1日のみ運行していた。ヂーヴチツェ以東は190号線に直通していた。
  - ピーセク町 - チーチェニツェ - ティーン
夏季の土曜日、3週間間隔で運行していた。運行日は、一日2往復が運行していた。チーチェニツェ以西は190号線に直通していた。2019,20年運行。

## 駅一覧
以下では、チーチェニツェ - ティーン・ナド・ヴルタヴォウ線の駅と営業キロ、停車列車、接続路線などを一覧表で示す。

### ネトリツェ - ティーン間
| 路線名 | 駅名                                | 駅間営業キロ | 累計営業キロ       | 累計営業キロ           | Sp | Os | 接続路線                                                   | 所在地       | 所在地                         |
| ------ | ----------------------------------- | ------------ | ------------------ | ---------------------- | -- | -- | ---------------------------------------------------------- | ------------ | ------------------------------ |
| 193    | ネトリツェ駅                        | -            | ネトリツェから 0.0 | ヂ－ヴチツェから 13.6  | ■  |    |                                                            | 南ボヘミア州 | プラハチツェ郡                 |
| 193    | ネトリツェ停留所                    | 2.6          | 2.6                | 11.0                   | ■  |    |                                                            | 南ボヘミア州 | プラハチツェ郡                 |
| 193    | ホレチコフ駅                        | 1.7          | 4.3                | 9.3                    | ■  |    |                                                            | 南ボヘミア州 | プラハチツェ郡                 |
| 193    | マロヴィツェ・ウ・ネトリツ駅        | 1.5          | 5.8                | 7.8                    | ■  |    |                                                            | 南ボヘミア州 | プラハチツェ郡                 |
| 193    | リビェヨヴィツェ駅                  | 2.0          | 7.8                | 5.8                    | ■  |    |                                                            | 南ボヘミア州 | ストラコニツェ郡               |
| 193    | ヂーヴチツェ駅                      | 5.8          | 13.6               | 0.0                    | ●  |    | 190号線（ブルノ方面）                                      | 南ボヘミア州 | チェスケー・ブヂェヨヴィツェ郡 |
| 190    | ザーブラチーチコ駅（全列車通過 *1） |              | (17.2)             |                        | ｜ |    |                                                            | 南ボヘミア州 | チェスケー・ブヂェヨヴィツェ郡 |
| 193    | チーチェニツェ駅                    | 8.0          | 21.6               | チーチェニツェから 0.0 | ●  | ■  | 190号線（プルゼニ/プラハ方面） 197号線（プラハチツェ方面） | 南ボヘミア州 | ストラコニツェ郡               |
| 193    | ウーイェズデツ・ウ・チーチェニツ駅  | 2.4          | 24.0               | 2.4                    | ●  | ■  |                                                            | 南ボヘミア州 | ストラコニツェ郡               |
| 193    | ザーボルジー・ウ・チーチェニツ駅    | 2.6          | 26.6               | 5.0                    | ●  | ■  |                                                            | 南ボヘミア州 | ストラコニツェ郡               |
| 193    | フヴァレショヴィツェ駅              | 1.5          | 28.1               | 6.5                    | ●  | ■  |                                                            | 南ボヘミア州 | チェスケー・ブヂェヨヴィツェ郡 |
| 193    | ルホタ・ポド・ホラミ駅              | 2.6          | 30.7               | 9.1                    | ●  | ■  |                                                            | 南ボヘミア州 | チェスケー・ブヂェヨヴィツェ郡 |
| 193    | テメリーン駅                        | 3.6          | 34.3               | 12.7                   | ■  | ■  |                                                            | 南ボヘミア州 | チェスケー・ブヂェヨヴィツェ郡 |
| 193    | ボフニツェ駅                        | 5.2          | 39.5               | 17.9                   | ●  | ■  |                                                            | 南ボヘミア州 | チェスケー・ブヂェヨヴィツェ郡 |
| 193    | ティーン・ナド・ヴルタヴォウ駅      | 3.4          | 42.9               | 21.3                   | ■  | ■  |                                                            | 南ボヘミア州 | チェスケー・ブヂェヨヴィツェ郡 |

(*1): 190号線の列車が停車する。

### テメリーン - クルジチェノフ間（休止中）
| 路線名 | 駅名                     | 駅間営業キロ | 接続路線           | 所在地       | 所在地                         |
| ------ | ------------------------ | ------------ | ------------------ | ------------ | ------------------------------ |
| 192    | チーチェニツェ駅         | -            | チーチェニツェ方面 | 南ボヘミア州 | チェスケー・ブヂェヨヴィツェ郡 |
| 192    | クルジチェノフ引込線(*1) | 3            |                    | 南ボヘミア州 | チェスケー・ブヂェヨヴィツェ郡 |

(*1) テメリーン原子力発電所構内の引き込み線。乗降はできない。